# Слизень, Рафаил
Рафаил Слизень (бел. Рафал Слізень; пол. Rafał Slizień; лит. Rapolas Slizienis; 27 июня 1803, деревня Бартники, Новогрудский уезд, Гродненская губерния (совр. Барановичский район) — 20 мая 1881, поместье Любавас, недалеко от Вильнюса) — крупнейший белорусский скульптор и медальер XIX века. Работал также в других областях изобразительного искусства. Слизень (герб)

## Биография
Родился в дворянской семье Яна и Анели Слизней, у истоков их рода стоял Андрей Ратша Слизень. Начальное образование Рафаил получил в базилианской школе в родительском имении Вольна Новогрудского уезда, затем продолжил обучение в иезуитской школе в Полоцке.
В 1820 г. поступил на юридический факультет Виленского университета. Одновременно посещал Виленскую художественную школу, обучался у Яна Рустема и Казимира Ельского.
Во время учёбы в Виленском университете был участником подпольных обществ филоматов и филаретов. 19-летний Рафаил и его 17-летний брат Оттон Слизень фигурировали в «Общем именном списке принадлежавших к тайному обществу филаретов, существовавшему в Вильне, между учениками Виленского университета равно оговорённых и неотысканных», учинённом в Следственной комиссии 13 мая 1824 года.
В 1826—1829 гг. работал управляющим в Министерстве иностранных дел в Санкт-Петербурге. В столице познакомился с художниками Александром Орловским и Винцентом Смоковским, подружился с поэтом Адамом Мицкевичем.
В 1830 г., по просьбе отца, вернулся в имение Вольна, где собрал богатую художественную коллекцию.

## Творчество
В Санкт-Петербурге Рафаил Слизень начал создавать свои первые портретные медали. Памятный медальон подарил Марии Шимановской — матери возлюбленной Адама Мицкевича.
В Вольне создал несколько десятков художественных портретов своих родных, приятелей, соседей, в том числе портреты Марии, Франтишки и Михаила Верещаков. Выполнил 57 медальонов: Владислава, Люциана, Бронислава Слизней, Генриха Ржевуского, Томаша Зана, Яна Чечота, Эдварда Одынца, Адама Мицкевича, Михаила Ромера, графов Евстафия и Константина Тышкевичей и др. Создал бюст Адама Мицкевича, который подарил Виленскому музею древностей, а также бюсты Яна Островского и Марка Антокольского. Рафаил Слизень создавал также акварельные портреты, миниатюры и карикатуры; был признан талантливым архитектором, строившим небольшие усадьбы с ландшафтным дизайном приусадебных парков.
Первым из рода Слизень (Слизенов) Рафаил поселился в поместье Любавас. В музее этого поместья есть специальный раздел, посвящённый жизни и творчеству медальера, скульптора, архитектора и ландшафтно-паркового дизайнера, произведения которого связаны с белорусами, поляками и литовцами.

## Семья
Жена — Камилла из богатого рода Тышкевичей. У них было четыре сына и две дочери. Имение Вольна перешло по наследству к младшему сыну Генриху, который обвенчался с Ниной Мавросовой — дочерью личного адъютанта генерала Муравьёва.

## Комментарии
1. ↑  В других источниках сказано: Рафаил Слизень (1804−1881)[2][3]